# Petrorossia clauseni
Petrorossia clauseni är en tvåvingeart som först beskrevs av Aldrich 1928.  Petrorossia clauseni ingår i släktet Petrorossia och familjen svävflugor. Inga underarter finns listade i Catalogue of Life.